# Echenais curulis
Echenais curulis är en fjärilsart som beskrevs av William Chapman Hewitson 1874. Echenais curulis ingår i släktet Echenais och familjen Riodinidae. Inga underarter finns listade i Catalogue of Life.